# Leuchtturm Kolpos Chanion
Der Leuchtturm Kolpos Chanion (griechisch Φάρος Κόλπος Χανίων) befindet sich auf dem Molenkopf des venezianischen Hafens von Chania auf der griechischen Insel Kreta. Er wurde in den 1830er Jahren auf den Grundmauern eines venezianischen Vorgängers aus dem späten 16. Jahrhundert errichtet. Der Leuchtturm ist eines der Wahrzeichen Chanias und steht seit 1962 unter Denkmalschutz.

## Beschreibung
Der 1839 während der ägyptischen Herrschaft über Kreta errichtete Leuchtturm steht auf dem Molenkopf des alten venezianischen Hafens von Chania. An gleicher Stelle hatte bereits seit dem Ende des 16. Jahrhunderts ein Leuchtturm gestanden. Er war jedoch verfallen, nachdem die Osmanen Chania 1645 erobert hatten und anstelle des venezianischen den natürlichen Hafen an der Soubasbucht östlich der Stadt nutzten. Die Ägypter verwendeten die noch vorhandene Basis des venezianischen Baus für ihren Turm, der an ein Minarett erinnert. Der Leuchtturm ist in drei Teile gegliedert, die jeweils einen anders geformten Querschnitt aufweisen. Der untere Teil ist 8-eckig, der mittlere 16-eckig und der obere kreisförmig. Im Inneren des unverputzten Natursteinbaus führt eine enge Wendeltreppe bis zur Galerie unterhalb der Laterne. Eine zweite Galerie befindet sich zwischen dem mittleren und oberen Abschnitt. 1864 wurde der Leuchtturm in das osmanische Leuchtturmnetz aufgenommen und als Hafenfeuer mit einer Optik 4. Ordnung ausgestattet. Die Tragweite des Lichts betrug damals 12 Seemeilen (19 km). Noch in osmanischer Zeit wurde die Treppe an der Ostseite des Leuchtturm angelegt. Die heutige umlaufende Brüstung aus Naturstein sowie der achteckige Scharwachtturm mit Kuppel sind neueren Datums.
Im Zweiten Weltkrieg wurde der Leuchtturm beschädigt und erst 1945 wieder in Betrieb genommen. 1962 wurde er als historisches Denkmal unter Schutz gestellt. In den 2000er Jahren wurde der Leuchtturm restauriert. Er fungiert heute als Molenfeuer für den Hafen. Seine Kennung sind rote Blitze im Abstand von 2,5 Sekunden. Sein Licht trägt 7 Seemeilen (13 km) weit.